# Latinske pravice
Latinske pravice ali latinsko državljanstvo (latinsko ius Latii ali ius latinum) je bil niz pravic, uzakonjenih  v rimskem pravu, ki so se sprva podeljevale samo Latincem, se pravi prebivalcem Lacija (Latium vetus) in njihovi kolonij (Latium adiectum). Rimski pravniki so državljane s tem statusom običajno imenovali Latinci. Naziv  Latinci je hkrati pomenil tudi "čistost jezika", se pravi, da so govorili "dobro" ali  "pravilno latinščino". S širitvijo rimske države v Italijo so latinske pravice dobila številna naselja in kolonije izven Lacija.
Vsi Latinci v Italiji so dobili rimsko državljanstvo na osnovi treh zakonov, uvedenih med socialno vojno med Rimljani in njihovimi zavezniki in italskimi ljudstvi (socii), ki so se uprli rimski oblasti:
- Lex Iulia de Civitate Latinis (et sociis) Danda iz leta  90 pr. n. št. je podelil rimsko državljanstvo vsem državljanom latinskih in italskih mest, ki se niso uprla.
- Lex Plautia Papiria de Civitate Sociis Danda iz leta  89 pr. n. št.  je podelil rimsko državljanstvo vsem federalnim mestom v Italiji južno od reke Pad v severni Italiji.
- Lex Pompeia de Transpadanis iz leta 89 pr. n. št. je podelil latinske pravice skupnostim v Transpadaniji, regiji severno od Pada, ki so bile med socialno vojno na strani Rima. Državljanstvo so dobili tudi tisti, ki so postali uradniki v municipijih (mestih).

Natančna vsebina latinskih pravic znotraj rimskega prava se je spreminjala od mesta do mesta. Vsebovala so lahko vse ali del naslednjih pravic: 
- Ius commercii je bila pravica do trgovanja z rimskimi državljani, ki je hkrati pomenila, da lahko trgovci uporabljajo enake oblike stikov kot rimski državljani
- Ius connubii je bila pravica do poroke po obstoječi zakonodaji
- Ius migrationis je bila pravica do preselitve, se pravi da je preseljeni obdržal svoje pravice tudi po preselitvi v drug kraj v Italiji
- Ius suffragii je bila volilna pravica, ki se je podeljevala samo tistim, ki so se preselili v Rim[2]
- Ius civitatis mutandae je bila pravica postati rimski državljan

Izven Italije se je izraz Latinci še uporabljal, vendar za druge namene. Cicero ga je uporabil v zvezi z Julijem Cezarjem, ki je leta 44 pr. n. št. podelil latinske pravice Sicilcem. Izraza "ius Latii" in "Latinci" sta se uporabljala do vladavine cesarja Justinijana I. (527-565) v 6. stoletju n. št. Status se je kasneje podeljeval celim mestom in pokrajinam. Cesar Vespazijan (69-79) ga je podelil celi Hispaniji, cesar Hadrijan (117-138) pa številnim mestom.

## Izvor
Rim je bil eno od številnih latinskih mest v Italiji. Od leta 340 do 338 pr. n. št. se je Latinska liga, konfederacija okoli 30 mest v Laciju, ki so bila sicer povezana z Rimom,  uprla v tako imenovani latinski vojni. Rimljani so v vojni zmagali in razpustili Latinsko ligo. Številne mestne države v Laciju  so bile v celoti vključene v Rimsko republiko, druge pa so dobile omejene pravice in privilegije, ki so jih lahko izvajali Latinci v odnosih z rimskimi državljani. Ti privilegiji so postali znani kot ius Latii (latinske pravice). Latinske pravice so bile podeljene tudi nekaj rimskim kolonijam, ustanovljenim na robu Italije v 4. in 3. stoletju pr. n. št.,  da bi okrepile rimsko oblast med širitvijo Rimske republike preko meja Italije. Prebivalci teh kolonij so imeli latinski pravni status, prebivalci drugih kolonij pa rimski pravni status in rimsko državljanstvo. Prve kolonije so se zato imenovale "latinske", druge pa "rimske". Rimski državljan je po preselitvi v latinsko kolonijo izgubil rimsko državljanstvo in dobil latinske pravice. Latinske kolonije so bile običajno večje od rimskih in bile naseljene prevdsem z Latinci in drugimi zavezniki.
S širjenjem Rima preko meja Italije, so bile latinske kolonije ustanovljene tudi izven Italije. Prva je bila Carteia (sedanji San Roque) v Hispaniji leta 171 pr. n. št. Leta 122 pr. n. št. je plebejski tribun Gaj Grakh uvedel zakon, ki je latinske pravice razširil na vse prebivalce Italije, kar je preko trgovanja in sklepanja zakonskih zvez med vodilnimi družinami italskih mest in rimskimi patricijskimi družinami okrepilo vezi med Rimom in italskimi ljudstvi. Leta 44 pr. n. št. je Julij Cezar podelil latinske pravice v vsem svobodno rojenim Sicilcem.

## Cesarstvo
Po poplavi novih kolonialnih naselij pod Julijem Cezarjem in Avgustom je ius Latii postal predvsem politični instrument, namenjen povezovanju provincialnih  skupnosti preko njihovega lokalnega vodstva. Latinski status je vključeval pridobitev rimskega državljanstva za vse občinske magistrate (ius adipiscendae civitatis per magistratum), kar naj bi dolgoročno pripeljalo do skupnosti, organizirane v rimskem slogu. Leta 123 n. št. je cesar Hadrijan uvedel ključno spremembo latinskih pravic. Uvedel je "večje latinske [pravice]" (Latium maius) za rimske državljane na položajih mestnih dekurionov in "manjše latinske [pravice]" (Latium minus) za tiste na položajih magistratov.
Pridobitev latinske pravice je bila v celoti odvisna od cesarjeve (dobre) volje. Cesarji so pravico kot nagrado podeljevali posameznikom, celim mestom ali celo celim ljudstvom. Cesar Hadrijan jih je leta 74 n. št. podelil celi Hispaniji. Pravice torej niso bile pogojene z ustanovitvijo municipija (samoupravnega mesta). Pogosto, tako kot v Hispaniji, so bili municipiji lahko ustanovljeni nekaj let po podelitvi pravic.
Glej tudi:
Rimsko državljanstvo